# Otto Scheff
Otto Scheff (* 12. Dezember 1889 in Berlin als Friedrich Wilhelm Otto Sochaczewski; † 26. Oktober 1956 in Maria Enzersdorf) war ein erfolgreicher österreichischer Schwimmer und Politiker der ÖVP.

## Leben

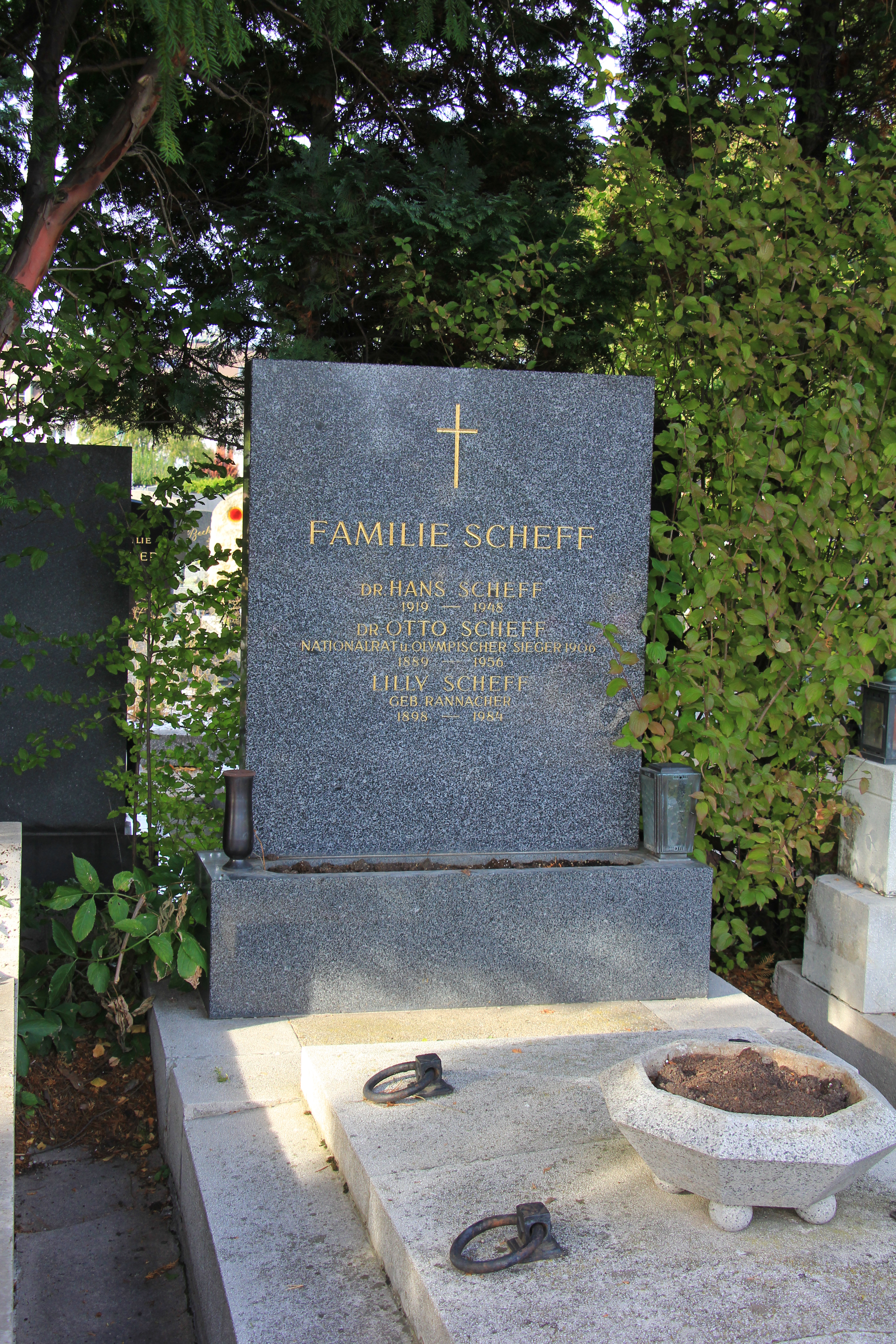
Grabstein am Romantikerfriedhof

Otto Scheff wurde als Sohn des Schriftstellers Heinrich Sochaczewski (der unter den Pseudonymen Victor von Falk und Harry Scheff veröffentlichte) geboren. Sein Bruder war der Schriftsteller Werner Scheff.
Vom Österreichischen Schwimmverband wurde er 1905 zu den Weltmeisterschaften nach Paris entsandt, wo der 15-Jährige sensationell Dritter über 340 m wurde. Mit dieser Leistung konnte er sich für die Olympischen Zwischenspiele 1906 in Athen qualifizieren. Den ersten Wettbewerb über 1600 m verpatzte er, aber über 400 m (Gold) und 1 Meile (Bronze) erreichte er Spitzenplätze. 1907 gewann er dann die Weltmeisterschaft. Im Jahr darauf gewann er bei den Olympischen Spielen 1908 in London nochmals eine Bronzemedaille über 400 m. Mit 18 Jahren und 214 Tagen ist Scheff der bis heute jüngste österreichische Medaillengewinner bei Sommerspielen. Bei den Deutschen Meisterschaften 1908 und 1909 errang er zwei deutsche Meistertitel über 1500 m Freistil.
Nach seiner sportlichen Karriere arbeitete Scheff als Rechtsanwalt in Wien, war Mitglied des Nationalrats (1945–1953 für die ÖVP) und Vizepräsident des ÖOC. Im Jahr 1988 wurde er in die Ruhmeshalle des internationalen Schwimmsports aufgenommen.
Gestorben ist Scheff in Maria Enzersdorf, wo er auch am Romantikerfriedhof begraben ist.
Seine Tochter Gertraud Scheff (* 13. Februar 1921 in Maria Enzersdorf; † 8. Juli 2006 ebenda) war ebenfalls eine erfolgreiche Schwimmerin und war als Fixstarterin für die Olympischen Sommerspiele 1940 in Tokio, die aber wegen des Krieges abgesagt wurden, vorgesehen.

## Würdigung
In Mödling erinnert der Dr. Otto Scheff-Weg ⊙ an ihn.